# كويلمس
كويلمس (بالإسبانية: Quilmes)‏ هي منطقة سكنية تقع في الأرجنتين في Quilmes Partido. يقدر عدد سكانها بـ 230,810 نسمة وترتفع عن سطح البحر 17 متر.

## توأمة
لكويلمس (مدينة) اتفاقيات توأمة مع كل من:
- سان ماورو كاستلفيردي
- نانتشانغ

## أعلام
- لوكاس أوكامبوس
- كارلوس موريل
- روبرتو تشيرو
- خوان بوتاسو
- هوراسيو إليزوندو